# Iberia (linie lotnicze)
Iberia – hiszpańska narodowa linia lotnicza, z siedzibą w Madrycie. Obsługuje wszystkie kontynenty z wyjątkiem Australii. Głównym węzłem jest port lotniczy Madryt-Barajas. 
Iberia jest notowana na Madryckiej Giełdzie Papierów Wartościowych.

## Historia

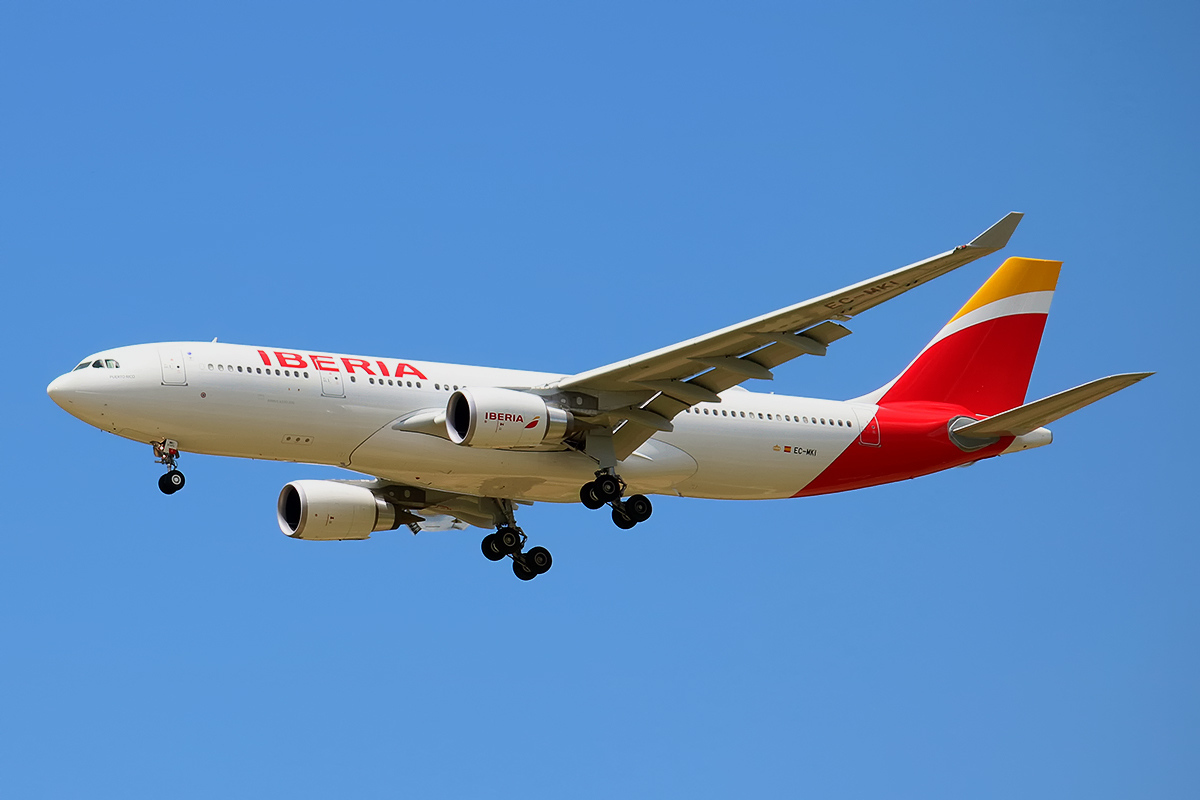
Airbus A330-202 należący do Iberii

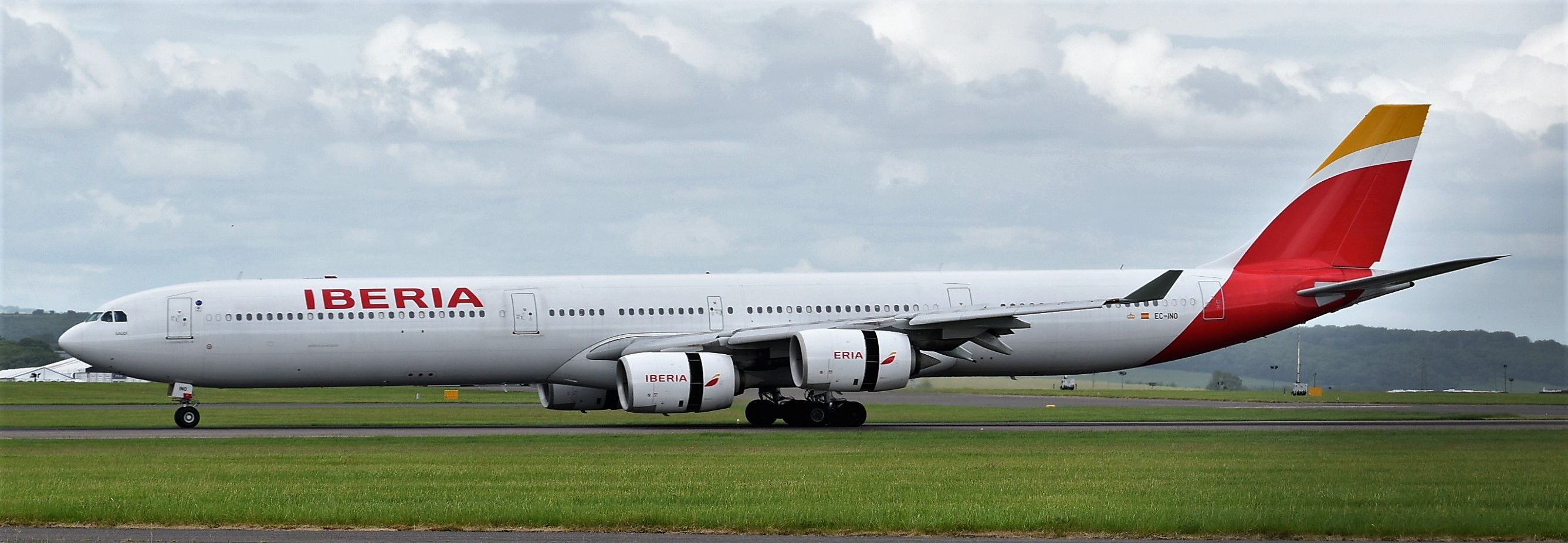
Airbus A340-600 należący do linii na Cardiff International Airport

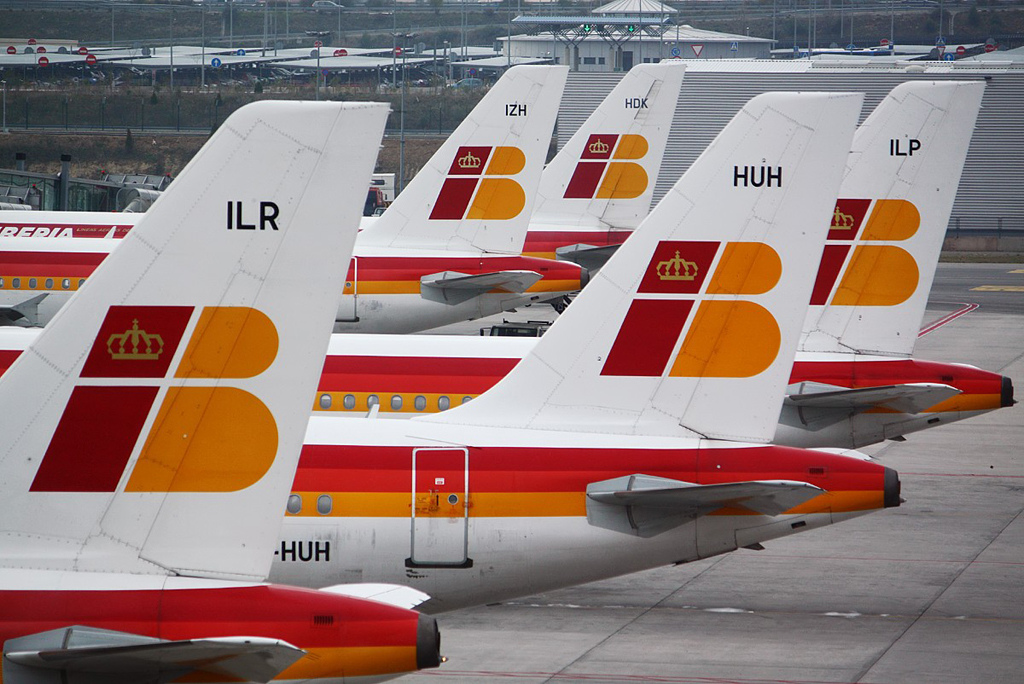
Ogony samolotów z widocznym starym logo Iberii

Hiszpańskie narodowe rejsowe linie lotnicze Iberia powstały w 1927  z inicjatywy Horacio Echeberrieta. Początkowo linie funkcjonowały jako przewoźnik pocztowy, krążąc z listami i przesyłkami między Madrytem a Barceloną, zaś w 1946 hiszpański przewoźnik odbył swój pierwszy międzykontynentalny rejs z Madrytu do stolicy Argentyny Buenos Aires. Od tamtego momentu hiszpańskie linie lotnicze stały się pierwszym lotniczym przewoźnikiem cywilnym wykonującym stałe rejsy pomiędzy Europą a Ameryką Południową. W 1997 Iberia przejęła firmę Air Nostrum. W 2001 częściowo sprywatyzowano Iberię. Od 2006 na lotnisku w stolicy kraju powstał terminal przeznaczony dla hiszpańskiego przewoźnika oraz linii wchodzących w skład sojuszu Oneworld, do którego to należy od 1999 również Iberia. Obecnie hiszpański przewoźnik jest największym w Hiszpanii i jest monopolistą w połączeniach pomiędzy Europą a Ameryką Łacińską. Iberia jako jedna z pierwszych linii zaczęła stosować bilet elektroniczny. W 2009 Iberia osiągnęła wstępne porozumienie z British Airways do połączenia, zachowując osobno swoje marki. Podpisanie wiążącego dokumentu odbyło się w kwietniu 2010, zaś w lipcu Komisja Europejska zatwierdziła tę operację, w wyniku czego powstał osobny holding pod nazwą International Airlines Group (IAG), jeden z najsilniejszych w branży lotniczej oraz trzeci na świecie pod względem przychodów po Delta Air Lines i American Airlines. Iberia posiada także udziały w kilku firmach lotniczych z Ameryki Południowej.

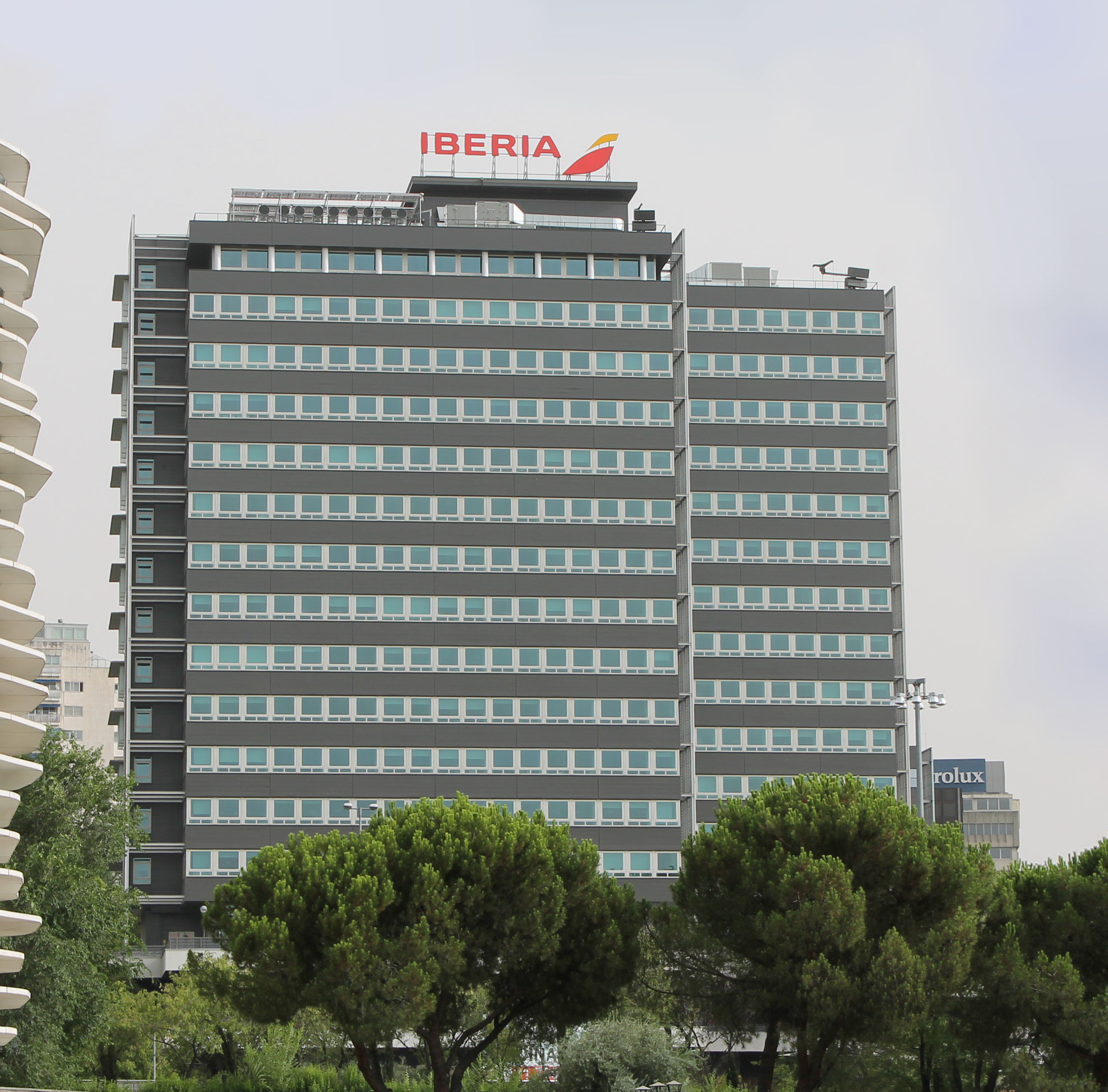
Siedziba Iberii w Madrycie

## Sieć połączeń
Iberia posiada bardzo rozbudowaną i szeroką sieć połączeń. Linie te obsługują wszystkie kontynenty z wyjątkiem Australii. W 2025 realizowała bezpośrednie połączenia do 133 portów lotniczych w 46 krajach na całym świecie.
Porty docelowe regularnych lotów Grupy Iberia (Iberia i Iberia Express):

## Linie partnerskie
Iberia oferuje pasażerom połączenia lotnicze w formule codeshare z poniższymi liniami lotniczymi:
| - Aer Lingus - airBaltic - American Airlines* - Avianca - Binter - Boliviana de Aviacion | - British Airways* - Bulgaria Air - Cathay Pacific* - Copa Airlines - El Al - Finnair* | - Japan Airlines* - LATAM Brasil - LATAM Chile - Qatar Airways* - Royal Air Maroc* - Royal Jordanian* | - TAAG Angola - Viva Aerobus - Volaris - Vueling |

* Linie, które są członkiem Oneworld

## Usługi i programy lojalnościowe
Iberia oferuje swym pasażerom program lojalnościowy Iberia Club, dzięki któremu za bilet lotniczy zakupiony u tego przewoźnika pasażerowie otrzymują punkty Avios i Elite Poinst. Przy uzbieraniu odpowiedniej liczby mogą one być wymienione na darmowe przeloty i zniżkowe bilety, noc w hotelu lub wynajem samochodu. 
Na pokładzie samolotów Iberia dostępne są trzy klasy: ekonomiczna, ekonomiczna premium i biznesowa. Ta ostatnia oferuje najwyższy standard podróżowania. Siedzenia w niej rozkładają się do pozycji łóżka. W nowych samolotach A350 NEXT siedzenia są całkowicie zamykane. W klasie biznes podróżni mają możliwość wypróbowania hiszpańskich win, pochodzących z różnych regionów kraju. 

## Flota
Według stanu na czerwiec 2025 flota Iberia składała się z 93 samolotów pasażerskich o średnim wieku 10,1 lat:
| Samolot         | Samolot | Samolot   | Liczba miejsc | Liczba miejsc | Liczba miejsc | Liczba miejsc | Uwagi                                      |
| Model           | Aktywne | Zamówione | B             | P             | E             | Łącznie       | Uwagi                                      |
| --------------- | ------- | --------- | ------------- | ------------- | ------------- | ------------- | ------------------------------------------ |
| Airbus A319-100 | 3       | -         | -             | -             | 141           | 141           | Elastyczna konfiguracja miejsc klasy B i E |
| Airbus A320-200 | 11      | -         | -             | -             | 180           | 180           | Elastyczna konfiguracja miejsc klasy B i E |
| Airbus A320neo  | 18      | 7         | -             | -             | 186           | 186           | Elastyczna konfiguracja miejsc klasy B i E |
| Airbus A321-200 | 13      | -         | -             | -             | 217           | 217           | Elastyczna konfiguracja miejsc klasy B i E |
| Airbus A321-200 | 13      | -         | -             | -             | 219           | 219           | Elastyczna konfiguracja miejsc klasy B i E |
| Airbus A321XLR  | 3       | 3         | 14            | -             | 168           | 182           | W trakcie dostawy od 2024                  |
| Airbus A330-200 | 15      | -         | 19            | -             | 269           | 288           |                                            |
| Airbus A330-300 | 8       | -         | 29            | 21            | 242           | 292           |                                            |
| Airbus A350-900 | 22      | 1         | 31            | 24            | 293           | 348           |                                            |
| Airbus A350-900 | 22      | 1         | 31            | 28            | 293           | 352           |                                            |
| Łącznie         | 93      | 11        |               |               |               |               |                                            |